# 利雅華
 女爵士 DBE （1963年5月13日—），婚前姓三文，英國保守黨政治家，2010年至今擔任下議院南北安普敦郡選區國會議員。
加入下院後，李德森曾於2014年至2015年任財政部經濟秘書，2015年起出任英国能源及气候变化部的能源事務國務大臣。
李德森原本從政只有數年，在黨內知名度也不高，但她在2016年英國脫離歐盟公投當中因為高調支持英國脫歐而為人熟悉。脫歐陣營在公投勝出和英國首相戴维·卡梅伦宣佈辭職後，李德森與另外四人表態角逐保守黨黨魁。在第二輪的黨魁選舉，她獲得84名保守黨國會議員支持，而另一原代表留歐陣營的內政大臣文翠珊則獲得199名黨內議員支持。兩人將進入最後一輪投票，由全國保守黨黨員挑選其中一人出任黨魁，以接替卡梅伦出任首相。利雅華最終在7月11日宣佈退出選戰，並表示文翠珊更適合領導國家。2016年7月14日，她在文翠珊拜相後獲任命為環境食物及鄉郊事務大臣。
2017年6月的內閣改組當中調任下議院領袖兼樞密院議長，至2019年5月因不滿文翠珊在脱歐方案中加入二次公投，認為此舉屬於「已非脱歐」而辭職。
同年6月文翠珊辭任黨魁，她再度角逐黨魁之位，但於首輪投票被淘汰，她遂改為支持鮑里斯·約翰遜出任黨魁。7月鮑里斯·約翰遜接替文翠珊出任黨魁及首相，她再次進入內閣，成為商務能源及與產業發展大臣，惟半年後遭辭退。

## 備註
1. ↑  在香港，英國駐港總領事館制訂的官方譯名為利雅華，[1]部份媒體譯作 李德森[2][3]、黎瑟姆[4][5]。
另外，
2. ↑  Leadsom 讀音為/ˈlɛdsəm/[6]
3. ↑  英語：

## 外部連結
- 利雅華官方網站（页面存档备份，存于）

- Debrett's People of Today

| 大不列颠及北爱尔兰联合王国国会 | 大不列颠及北爱尔兰联合王国国会          | 大不列颠及北爱尔兰联合王国国会 |
| ------------------------------ | --------------------------------------- | ------------------------------ |
| 新選區                         | 下議院南北安普敦郡選區 國會議員 2010年– | 現任                           |
| 官衔                           |                                         |                                |
| 前任者： 莫麗琪                | 財政部經濟秘書 2014年－2015年           | 繼任者： 哈里特·鮑德溫         |
| 前任者： 盧綺婷                | 能源國務大臣 2015年－2016年             | 職位廢除                       |
| 前任者： 伊丽莎白·特拉斯       | 環境食物及鄉郊事務大臣 2016年－2017年   | 繼任者： 高文浩                |
| 前任者： 李達德                | 下議院領袖 2017年－2019年               | 繼任者： 梅爾·斯特里德         |
| 前任者： 李達德                | 樞密院議長 2017年－2019年               | 繼任者： 梅爾·斯特里德         |